# Pre-Electric Wizard 1989-1994
Pre-Electric Wizard 1989-1994 es un álbum recopilatorio de las bandas de Jus Oborn antes de la formación de Electric Wizard. Fue lanzado en julio de 2006 por el sello inglés Rise Above Records.
El disco contiene el siguiente material:
- Las canciones 1 a 4 son de Eternal, extraídas del demo Lucifer's Children, de 1993.
- Las canciones 5 a 7 son de Thy Grief Eternal, sacadas del demo On Blackened Wings, de 1992.
- Las canciones 8 a 11 son de Lord of Putrefaction, extraídas del split con la banda Mortal Remains, de 1991.

## Lista de canciones
Todas las canciones escritas por Jus Oborn, excepto donde se indique.
| Eternal |                            |                                                     |          |  |
| N.º     | Título                     | Escritor(es)                                        | Duración |  |
| 1.      | «Magickal Childe»          |                                                     | 6:02     |  |
| 2.      | «Electric Funeral»         | Tony Iommi, Ozzy Osbourne, Geezer Butler, Bill Ward | 4:29     |  |
| 3.      | «Lucifer's Children»       |                                                     | 9:47     |  |
| 4.      | «Chrono.Naut (Phase I-IV)» |                                                     | 16:01    |  |

| Thy Grief Eternal |                      |                             |          |  |
| N.º               | Título               | Escritor(es)                | Duración |  |
| 5.                | «Swathed in Black»   |                             | 6:59     |  |
| 6.                | «On Blackened Wings» | Jus Oborn, Gavin Gillingham | 8:46     |  |
| 7.                | «Outro»              | Jus Oborn, Gavin Gillingham | 1:22     |  |

| Lord of Putrefaction |                              |                            |          |  |
| N.º                  | Título                       | Escritor(es)               | Duración |  |
| 8.                   | «Descent»                    |                            | 3:48     |  |
| 9.                   | «Wings Over a Black Funeral» |                            | 4:47     |  |
| 10.                  | «At the Cemetary Gates»      | Jus Oborn, Adam Richardson | 6:05     |  |
| 11.                  | «Dark Prayers»               | Jus Oborn, Adam Richardson | 5:07     |  |

## Créditos

### Eternal
- Jus Oborn – guitarra, voz
- Gavin Gillingham – guitarra
- Dave Gedge – bajo
- Gareth Brunsdon – batería

### Thy Grief Eternal
- Jus Oborn – guitarra, voz
- Gavin Gillingham – guitarra
- Dave Gedge – bajo
- James Evans – batería

### Lord of Putrefaction
- Jus Oborn – guitarra, voz
- Adam Richardson – guitarra, voz
- Dave Gedge – bajo
- James Evans – batería